# (4961) Тимхердер
(4961) Тимхердер (лат. Timherder) — типичный астероид главного пояса, открытый 8 октября 1958 года проектом LONEOS астрономической обсерваторией Лоуэлла (США, штат Аризона). Назван в честь заместителя руководителя проекта «Новые горизонты» Тимоти Хердера 1955 года рождения (англ. Timothy Scott Herder).